# Bandera de Sant Julià del Llor i Bonmatí
La bandera oficial de Sant Julià del Llor i Bonmatí (Selva) té la següent descripció:
Bandera apaïsada de proporcions dos d'alt per tres de llarg, dibvidida verticalment en dues parts iguals, la primera tocant el pal, de color vermell, i la segona blanca, conseqüència d'aprofitar els esmalts dels campers de l'escut.
Són els colors dels campers de les dues parts de l'escut: un llorer d'or damunt de vermell (Sant Julià del Llor) i una roda de molí vermella damunt d'argent
(Bonmatí).
Va ser aprovada el 13 de juny de 1990 i publicada en el DOGC el 2 de juliol del mateix any amb el número 1312.